# Id Tech 7
id Tech 7はid Softwareidが開発したクロスプラットフォームのプロプライエタリソフトウェアのゲームエンジンで、id Techシリーズとしてはid Tech 6の後継に当たる。QuakeConにて、同社が開発する『Doom Eternal』の製品発表の場で始めて実演された。

## 技術
id Tech 7の幾何学的ディテールとテクスチャの再現力はidTech 6の10倍とされる。さらにまたゲームエンジンの性能により、新システム「Destructible Demons」を導入、戦闘中に敵にダメージを与えるたびに敵の肉体が破壊される様子を表現できるようになった。PC版id Tech 7はVulkan（ヴァルカン）レンダリングシステムに限定してサポートする。
本エンジンは、2020年に発売された 『Doom Eternal』に初めて搭載された。

## 参考資料
- Birch, Nathan (2018年8月10日). “Doom Eternal、QuakeConでやばいGameplayのデビューを放つ” (英語). Wccftech 2018年8月12日閲覧。
- DSOGaming (2018年8月10日). “DOOM Eternal の技術詳細：id Tech 7 は幾何学的ディテール野際厳正が10倍、敵は徹底的に破壊的” (英語). www.dsogaming.com.   The Dark Side Of Gaming. 2018年8月11日閲覧。
- Machkovech, Sam (2018年8月10日). “Doom Eternalに導かれてidTech 7登場、ぞくぞくするニューパワー” (英語). Ars Technica 2018年8月10日閲覧。
- Papadopoulos, John (2018年8月10日). “DOOM Eternal テク詳細：id Tech 7 の幾何学的ディテールの再現性10倍に、敵は破壊的” (英語). DSOG - Dark Side of Gaming 2018年8月11日閲覧。